# Seropédica
Seropédica es un municipio brasileño situado en el estado de Río de Janeiro.